# Nosze miękkie

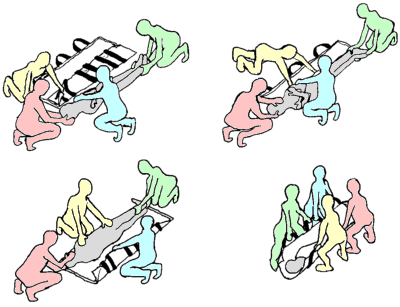
Transport chorego na noszach miękkich

Nosze miękkie – rodzaj noszy w kształcie worka z uszami, wykonane z brezentu lub innego miękkiego materiału, służące do przenoszenia lub znoszenia chorych w ciasnych pomieszczeniach, uniemożliwiających użycie noszy standardowych.